# Die Schule der magischen Tiere 2
Die Schule der magischen Tiere 2 ist nach Die Schule der magischen Tiere der zweite Kinofilm, der auf der gleichnamigen Buchreihe basiert. Die Regie übernahm dieses Mal Sven Unterwaldt. Der Kinderfilm wurde als erfolgreichster deutscher Kinofilm des Jahres 2022 mit dem deutschen Filmpreis ausgezeichnet.

## Handlung

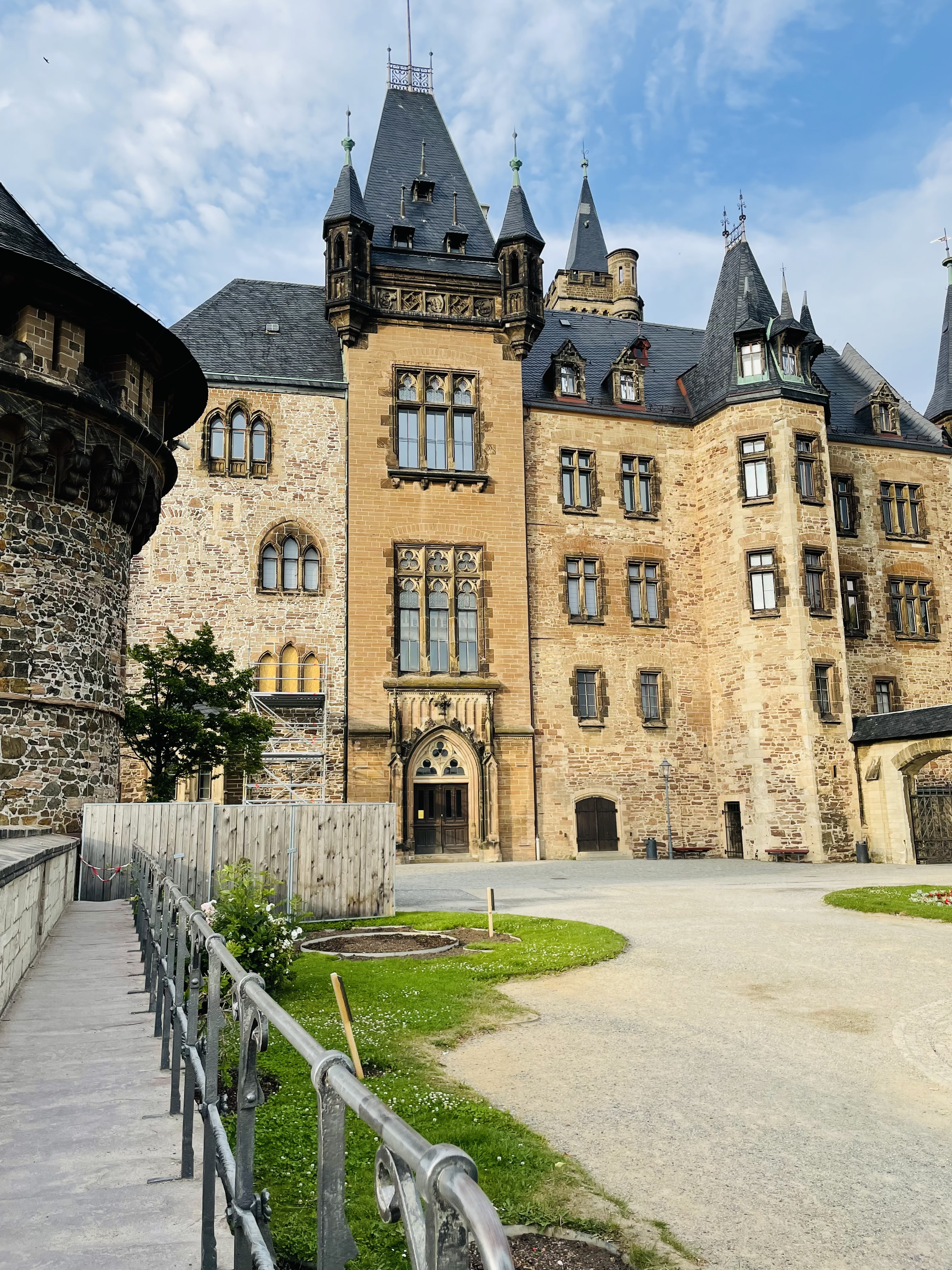
Schloss Wernigerode als Wintersteinschule

Auf der Wintersteinschule stehen die Feierlichkeiten zum 250. Schuljubiläum an. Dafür soll die Klasse von Miss Cornfield ein Musical über den Schulgründer einstudieren. Für Regisseurin Ida wird schon das Casting eine Herausforderung, weil Oberzicke Helene die Hauptrolle an sich reißt. Dabei ist das wahre Gesangstalent die schüchterne Anna-Lena, die sich niemals trauen würde, im Rampenlicht zu stehen. Erst durch ihr magisches Tier, Chamäleon Caspar, kann sie über ihren Schatten springen. Und noch jemand bekommt sein magisches Tier: Der obercoole Jo. Sein frecher Pinguin Juri sorgt für reichlich Chaos an der Wintersteinschule. Als schließlich das gesamte Schuljubiläum ins Wasser fallen soll, weil auch noch seltsame Löcher auf dem Schulhof auftauchen, müssen die Kinder und ihre Tiere lernen, worauf es in einer magischen Gemeinschaft ankommt: Teamwork.

## Produktion
Die Dreharbeiten wurden im Sommer 2021 abgeschlossen. Regie führte Sven Unterwaldt. Drehorte waren unter anderem Schloss Wernigerode, Bamberg und Bad Lobenstein.

## Veröffentlichung

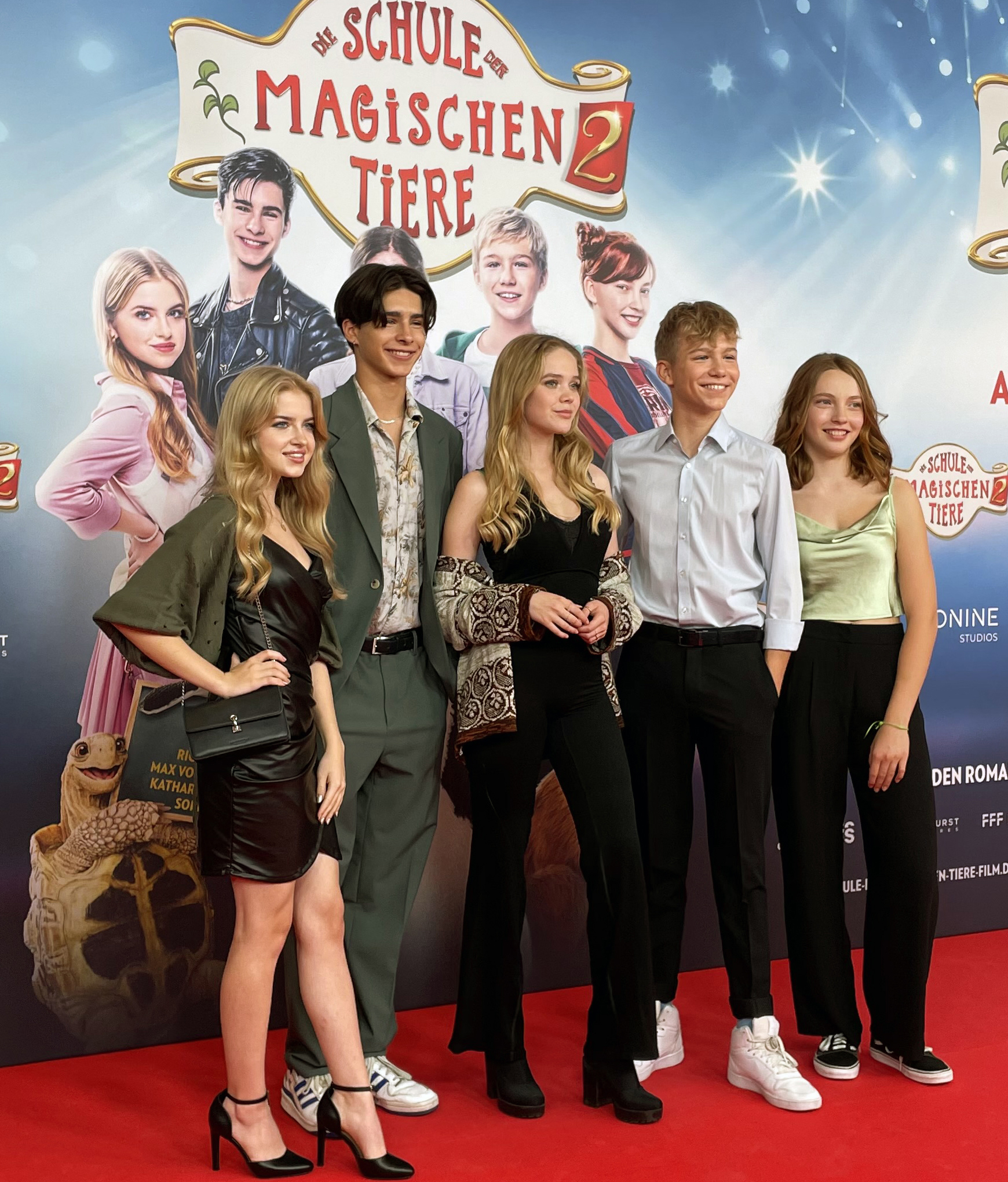
Hauptdarsteller auf der Premiere in München

Der Film startete am 29. September 2022 im Verleih von Leonine in den Kinos von Deutschland und Österreich. Zwei Wochen nach Kinostart gab der Verleih bekannt, dass die Ein-Millionen-Zuschauer-Marke überschritten wurde.  Bis 6. November 2022 konnte Die Schule der magischen Tiere 2 in Deutschland bei 2.027.923 Kino-Zuschauern Einnahmen von 14.851.339 € generieren. Bis Ende März 2023 sahen knapp 2,8 Millionen Zuschauer den Film in den deutschen Kinos. Damit war er der erfolgreichste deutsche Kinofilm des Jahres 2022.

## Fortsetzung
Im Oktober 2022 gab Produzentin Alexandra Kordes bekannt, dass ein dritter Teil in Planung sei. Am 15. November 2022 kündigte der Verleih Leonine einen dritten und vierten Teil für die Jahre 2024 und 2025 an. Die Schule der magischen Tiere 3 kam am 26. September 2024 in die deutschen Kinos. Teil 4 soll am 2. Oktober 2025  erscheinen.

## Auszeichnungen
Die Schule der magischen Tiere 2 erhielt eine Nominierung für den Deutschen Filmpreis 2023 in der Kategorie Beste visuelle Effekte (Dennis Rettkowski, Tomer Eshed und Markus Frank). Im Rahmen der Preisverleihung am 12. Mai 2023 wurde dem Werk auch die Auszeichnung für den besucherstärkster Film zuerkannt.
Am 16. Juni 2023 wurde der Film im Prinzregententheater in München mit dem Bayerischen Filmpreis in der Kategorie „Bestes Family-Entertainment“ ausgezeichnet.